# Bladvlekkenziekte (tarwe)
De bladvlekkenziekte anam. Septoria tritici is een schimmelziekte die behoort tot de familie Mycosphaerellaceae en de stam Ascomycota. De geslachtelijke (teleomorfe) fase staat bekend onder de naam Zymoseptoria tritici (P. Crous) (synoniem: Mycosphaerella graminicola). De schimmel komt vooral voor op tarwe, maar kan ook gerst en andere grassen aantasten en komt over de hele wereld voor. Eenkoorn (Triticum monococcum) wordt daarentegen niet aangetast. Op de bladeren van wintertarwe ontstaan in de late herfst ronde tot ovale, gele, later bruin wordende vlekken met zwarte puntjes, de vruchtlichamen (pycnidiën). Geïnfecteerde bladeren sterven gedeeltelijk of geheel af. De schimmel doodt door de afgifte van een toxine de plantencellen, waarna de voedingsstoffen voor de schimmel vrij komen. Aren worden bijna nooit aangetast dit in tegenstelling tot de kafjesbruin (Septoria nodorum). De schimmel blijft over op stroresten en stoppel.

## Forma
Er bestaan verscheidene forma van de schimmel.
- Septoria tritici f. avenae infecteert haver
- Septoria tritici f. holci infecteert gladde witbol en gestreepte witbol
- Septoria tritici f. lolicola infecteert raaigras

## Morfologie
Aseksueel stadium: Pycnidiosporen zijn doorzichtig en draadvormig en 1,7-3,4 en 39-86  μm groot. Ze hebben 3 tot 7 onduidelijke tussenschotten (septa). De spore kan lateraal (zijkant) of terminaal (beide einden) kiemen. De cirrus of chirrus (het haarvormige slijm met sporen) is melkwit tot bruingeel.
Soms worden in cultuur doorzichtige microsporen buiten de pycnidia gevormd door gistachtige knopvorming. Deze microsporen hebben geen tussenschotten en zijn 1-1,3 × 5-9 µm groot.
Seksueel stadium: Perithecia zijn subepidermaal (half onder de epidermis), bolvormig, donkerbruin met een diameter van 68-114 μm. De asci zijn 11-14 × 30-40 μm groot. Ascosporen zijn doorzichtig, elliptisch en 2,5-4 × 9-16 µm groot en bestaan uit twee cellen van ongelijke lengte.

## Epidemiologie
De in de herfst geïnfecteerde bladeren zijn in het voorjaar geheel of gedeeltelijk dood en bezet met de pycnidiën. De pycnidiosporen kunnen vervolgens nieuwe planten infecteren door regendruppels, die in het gewas opspatten of door rechtstreeks contact. Ook kunnen de pycnidiosporen door de wind verspreid worden. De pycnidiosporen dringen de plant binnen via de huidmondjes en kunnen alleen bij een lange bladnatperiode de plant infecteren, dus vooral in een regenachtige periode. Bij lage temperaturen kan de schimmel zich al uitbreiden, maar een temperatuur van 20-25 °C is optimaal. De latente periode, periode vanaf infectie tot sporevorming, bedraagt 20,35 ± 4,15 dagen voor S. tritici en wordt korter naarmate de temperatuur stijgt.
De schimmeldraad die het huidmondje ingroeit is ongeveer
1 μm in diameter en wordt dikker als deze het huidmondje dieper binnengaat. De schimmeldraad groeit onder de epidermiscellen evenwijdig met het bladoppervlak, waarna deze tussen de mesofylcellen verder groeit.